# Feria Music
Feria Music fue un sello discográfico de artistas nacionales de Chile, fundado en 2007 y desaparecido en 2014 tras la quiebra de su matriz Feria Mix.

## Historia
En 1956 se fundó lo que se conoció como la Feria del Disco, principal emblema de las Empresas Feria, un mercado de capitales nacionales y extranjeros de una cadena de venta de catálogos de música, películas, shows, videojuegos, tecnologías, etc. Su fundadora fue Marta González Marnich, ganadora de un Apes 2008 (por su aporte a la cultura y al arte nacional), posteriormente liderado por Hernán González Garay, quien lo fue modernizando desde octubre de 2001 coincidiendo con el aniversario N.º 45.
En julio de 2005 se informó a través de los medios de comunicación que Empresas Feria fundará un sello discográfico, bajo el nombre de Feria Music. En febrero de 2007, tras la fusión con el sello La Oreja, se dio vida al mayor catálogo de artistas chilenos.
Debido a todas las deudas, más el cambio de la industria musical en los últimos años, con el boom de las descargas desde internet, tanto legales como ilegales y el no adaptarse a los nuevos tiempos, llevaron a Empresas Feria a declararse en quiebra el 28 de enero de 2014, anunciando el cierre definitivo de sus locales Feria Mix. El abogado de la empresa, Michael Niedmann, dijo que desde hace dos meses se buscaba una salida, sin caer en la quiebra, las cuales resultaron inviables. 
El cierre de Feria Mix también afecto a sus divisiones de tickets (Feria Ticket), los cuales pasaron a manos de Ticketek y su sello discográfico (Feria Music), el cual le adeuda a lo menos un año de regalías a algunos músicos. Debido a que en febrero la justicia está en receso de vacaciones, legalmente no podrá declararse en quiebra hasta que esta forme un  síndico de quiebras y decida el futuro de los activos y de sus empleados.
Gran parte del catálogo de Feria Music pasó a manos de Chilevisión Música y Plaza Independencia Música.

## Lista de músicos
- 31 minutos (2012-2014)
- Alberto Plaza
- Amango
- Américo
- Antonio Ríos
- Ángel Parra Trío
- Apolos
- BKN
- Canal Magdalena
- Catalina Palacios (2009-2010)
- Congreso
- Daniel Guerrero
- Daniela Castillo
- Denise Rosenthal
- De Saloon
- De Kiruza
- Francisca Valenzuela
- Garras de Amor
- Gonzalo Yáñez
- Inmortales
- inestable
- Illapu
- Javiera Parra
- Jordan
- Jorge González
- Karen Paola
- Kel
- Kevin Karla y La Banda
- La 29
- La Noche
- Leo Rey
- Los Bunkers (2005-2006)
- Los Vásquez
- Los Miserables
- Los Tres
- Lulú Jam
- Marcelo Hernández
- Natalino
- Nicole Natalino
- Noche de Brujas
- Madvanna
- Megapuesta
- Movimiento Original
- Primavera de Praga
- Sexual Democracia
- Sinergia
- Vanessa Aguilera
- Villa Cariño
- Zafíro